# Карташевський Антон Іванович
Карташевський Антон Іванович (в літературі зустрічається варіант написання прізвища як Корташевський) — український архітектор доби пізнього класицизму.

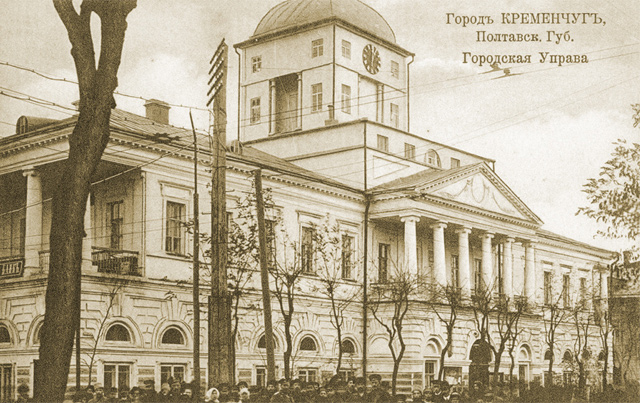
Кременчуцька міська управа, 1803 р. Зруйнований.

Мешкав та працював в Україні у XVIII — першій третині XIX століття.
Під керівництвом Карташевського на початку XIX століття було збудовано в стилі класицизму житлові будинки у Чернігові, магістрат у Кременчуку, багато урядових будинків, навчальних закладів, поштових станцій в інших містах.
Карташевський брав участь у переплануванні Чернігова.